# The Trump Organization
The Trump Organization, oorspronkelijke naam  Elizabeth Trump & Son, is een Amerikaanse multinational die fungeert als een holding voor de zakelijke belangen en investeringen van Donald Trump, de 45e en 47e president van de Verenigde Staten. Het bedrijf werd in 1923 opgericht door Elizabeth Christ Trump en haar destijds 18-jarige zoon Fred Trump. Het conglomeraat wordt geleid door twee van Donald Trumps kinderen: Donald Trump jr. en Eric Trump.
The Trump Organization heeft belangen in projectontwikkeling, investeringen, bemiddeling, verkoop en marketing en vastgoedbeheer. Het bedrijf bezit veel wolkenkrabbers, hotels, casino's en golfbanen.

## Financieel management
De financiele leiding van de organisatie is sinds enkele decennia in handen van de CFO Allen Weisselberg.
- Library of Congress Control Number: nr94005821
- Virtual International Authority File: 144689361